# Hacha de guerra

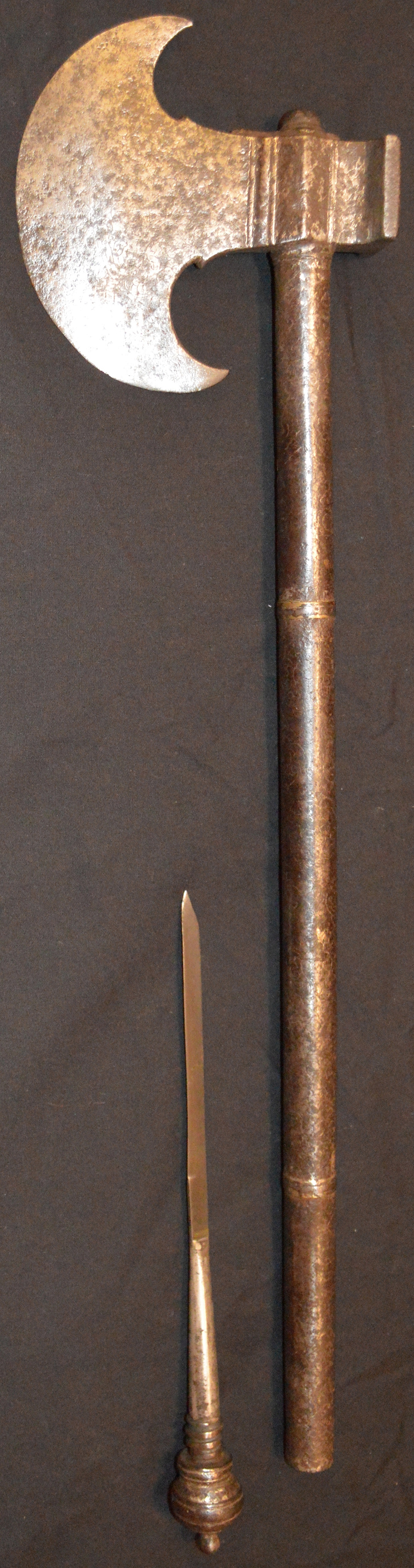
Hacha de guerra, India

El hacha de guerra es un arma de asta de hierro en forma de cuchilla, y su corte acerado, que en lo más angosto, que es el revés, tiene un anillo de hierro, por el cual entra el palo que sirve de astil.
El hacha de guerra es la versión militar de las hachas comunes de cortar y talar. Se diferencia de las civiles en que suelen ser más ligeras y estilizadas -para blandirlas mejor-, o con una hoja de mayor filo que las comunes -para mayor efectividad-; por ello, esta categoría recoge todos los tipos de hachas de la historia, desde la Antigüedad hasta casi nuestro tiempo.
Nos referimos, pues, a las armas de tajo a una mano -a dos manos, un hacha es denominada "larga" o "enastada", lo que en muchos casos las diferenciaba poco de cualquier arma de asta de todas las épocas y lugares, salvo las hachas especializadas o distintivas de pueblos como: las franciscas, la "danesa", etc.

## Descripción general

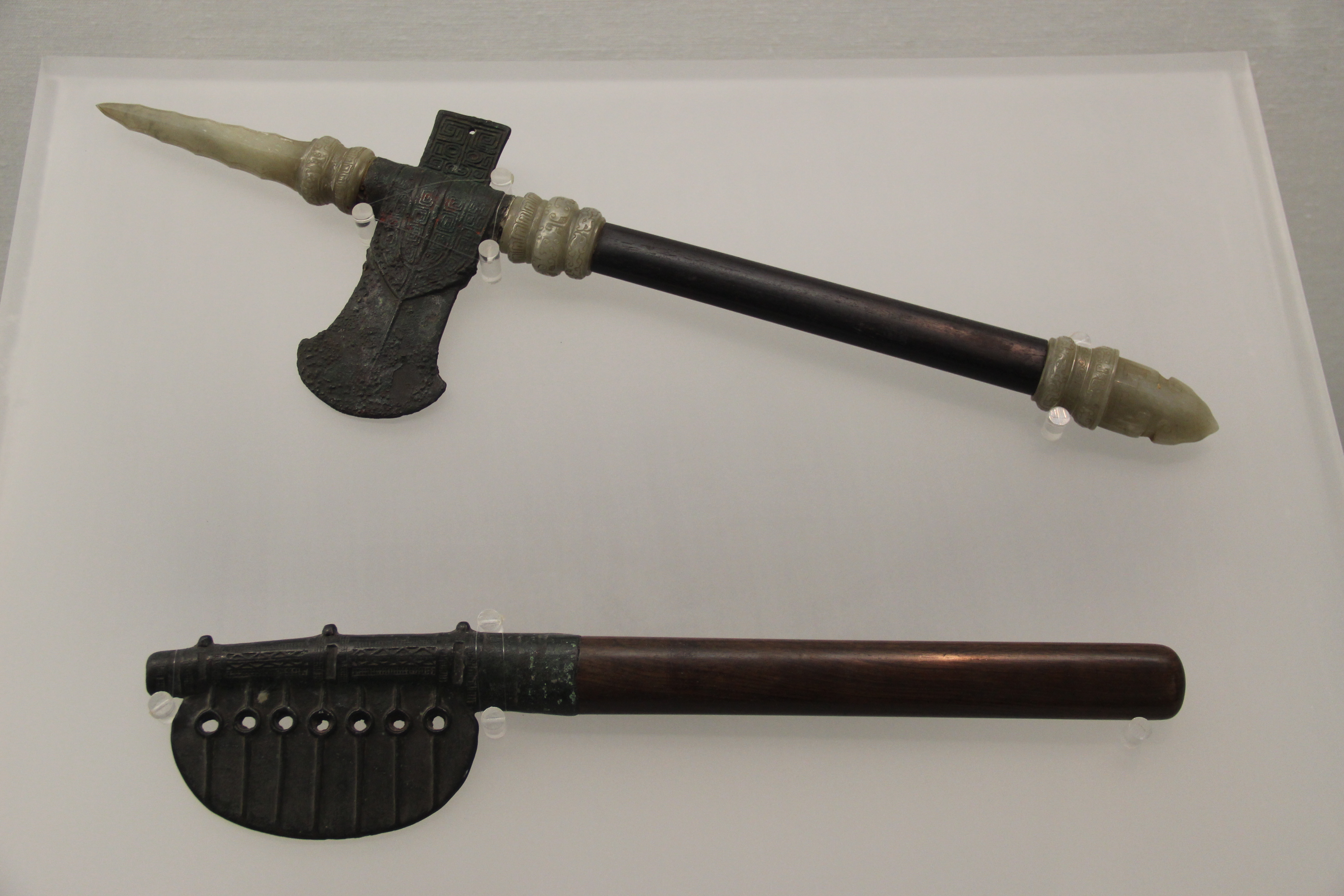
Hachas de bronce, dinastía Zhou

A lo largo de la historia humana, los objetos comunes se han utilizado como armas. Las hachas, en virtud de su ubicuidad, no son una excepción. Además de las hachas diseñadas para el combate, había muchas hachas de batalla que también servían como herramientas. Las hachas también se pueden modificar para convertirlas en proyectiles letales (ver la francisca para ver un ejemplo). Las hachas eran a menudo más baratas que las espadas y considerablemente más disponibles.
Las hachas de batalla generalmente pesan mucho menos que las modernas hachas para partir, especialmente mazos para partir, porque fueron diseñadas para cortar piernas y brazos en lugar de madera; en consecuencia, la norma son las cuchillas rebanadoras ligeramente estrechas. Esto facilita heridas profundas y devastadoras. Además, un arma más ligera es mucho más rápida de usar en combate y manipular para ataques repetidos contra un adversario.
Las cabezas en forma de media luna de las hachas de batalla europeas de la época Romana y los períodos post-romanos generalmente estaban hechas de hierro forjado con un borde de acero al carbono o, con el paso del tiempo a través del muchos siglos de la era medieval, acero. Los mangos de madera dura de las hachas militares se reforzaron con bandas de metal llamadas langets, para que un guerrero enemigo no pudiera cortar el mango. Algunos especímenes posteriores tenían mangos totalmente metálicos.
Las hachas de batalla se asocian particularmente en la imaginación popular occidental con los vikingos. Ciertamente, los soldados de infantería escandinavos y los merodeadores marítimos los emplearon como arma de reserva durante su apogeo, que se extendió desde principios del siglo VIII hasta finales del siglo XI. Produjeron varias variedades, incluidas hachas arrojadizas especializadas (véase francisca) y hachas "barbudas" o "skeggox" (llamadas así por el borde inferior de la hoja que aumentaba el poder de corte y podía usarse para atrapar el borde de un oponente) escudo y tirando hacia abajo, dejando al portador del escudo vulnerable a un golpe de seguimiento). Las hachas vikingas pueden haber sido empuñadas con una o dos manos, dependiendo de la longitud del mango de madera simple. Véase Armas y armadura en época vikinga.

## Orígenes del hacha de guerra
En el paleolítico, los hombres, que ya empleaban armas hechas con madera y cuernos como jabalinas y clavas, comienzan a trabajar la piedra (sílex, por ejemplo) y consiguen los primeros cantos afilados. Con ellos, los primeros cazadores de la Edad de Piedra desarrollaron las primeras hachas hechas de un simple palo al que se le "ataba" mediante correas el canto afilado.
Dado que estas primitivas armas ya destacaban por las mismas cualidades que las de sus descendientes metálicas de "edades" posteriores (potente golpeo y capacidad de tajar), con la lenta invención de la metalurgia del cobre en el calcolítico, la Humanidad adaptó la antigua forma de sus armas a los nuevos metales, le añadieron agujeros para asirla a su palo -que más tarde se convertirían en su tradicional anillo por donde ensartaban el asta- y las afilaron más y más. Pero estas armas y herramientas de cobre apenas mejoraban las tradicionales. Aun así, el uso de metales para engastar y unir "piezas" parece que sí permitió desarrollar armas más duraderas e incluso las primeras empuñaduras en cuchillos.
Y también utilizaban la armas para cazar unas veces presas como mamuts, serpientes, etc
Es en la Edad del Bronce cuando "despegan" el trabajo de los metales y, por tanto, de la forja de armamento. Las hachas comienzan a tener desarrollos varios con los que los primitivos herreros ofrendan a sus guerreros. Algunos se desechan, y otros empiezan a asentarse como válidos y óptimos. De esta época podemos destacar las evoluciones del hacha de guerra como las hachas de talón, de cubo, de apéndices, planas o las discoidales. E incluso remarcar que ciertas culturas europeas y orientales ya desarrollaron primitivas Bipenis (hachas de doble hoja), hachas de armas, de uso estrictamente militar.
Podríamos decir que en esta época se desechan ya los desarrollos poco efectivos o de aleaciones "blandas", quedando los que a posteriori pasarían a la Edad del Hierro. En esta época incluso aparecen juegos de hojas metálicas con forma de espada ancha u hojas romboidales que se ceñían a astas y que los arqueólogos denominan alabardas primigenias (como las alabardas de tipo argárico), bastante similares a lo que serían "pruebas" de gujas o hachas largas.

## Tipos de hachas de guerra
Centrándonos, pues, en los diseños de hachas desde la Edad del Bronce a la Edad Antigua, que son en las que se presentan los desarrollos morfológicos finales, podemos catalogar las hachas de guerra en varios tipos (véase gráfico superior para aclaraciones morfológicas; cronológicamente pueden variar los últimos tipos):

### Edad del Cobre (Calcolítico) y Edad del Bronce
En este largo período, la introducción de los metales -sobre todo las aleaciones de bronce- permite desarrollar armas y herramientas más efectivas y estilizadas. Los filos comienzan a ser más duros que el resto gracias a mejores combinaciones de técnicas de forja y materiales, lo que posibilita formas más "reconocibles" de hachas.
Las definiciones que siguen y su cronología varían mucho dependiendo de las fuentes, pero se pueden distinguir bien al área mediterránea occidental.
| Hacha                        | Descripción |
| Hacha plana                  | Periodo inicial de la Edad del Bronce. Son macizas, con perfil entre rectangular y trapezoide, de sección aplanada y con filo en uno de los extremos. Se suelen asir con elementos externos al asta (3500-1600 a. C.). |
| Hacha plana doble            | De culturas tecnológicamente muy avanzadas como la minoica o del Antiguo Egipto (anterior a 1600 a. C.). |
| Hacha de filos desarrollados | Tipo Bujôes-Barcelos, característica del período (3000-1100 a. C.). Hachas más elaboradas a partir del molde en el que se comienzan a ver filos más amplios y redondeados.                                             |
| Hacha de talón/tope          | con 1 o 2 anillas, con o sin mazarota: Hacha que recuerda a los martillos milateres posteriores, alargadas con anilla/as en el centro o en el tercer tercio desde su filo Bronce Final (1100-700 a. C.).               |
| Hacha de cubo                | Cabeza de hacha hueca a la que se le incrustaba el asta en forma de "L" Bronce Final (1100-700 a. C.). |
| Hacha de apéndices           | O con petos en su parte posterior Bronce Final (1100-700 a. C.). |

Todas estas cabezas de hacha no solían exceder normalmente los 18 cm de longitud -salvo las dobles, claro-, pero debido a su masa y forma eran muy macizas.

### Edad Antigua y Alta Edad Media
Se caracterizan por la introducción del hierro y acero en su fabricación, lo que influye en su morfología. Comienzan a elaborarse hachas con filos mucho mayores y curvos, que muchas veces se aligeran desarrollando mucho el filo desde la anilla para enastar. En algunos casos, a las formas de las "hachas de tope" (contrafilo con parte roma y contundente) les añaden apéndices puntiagudos (petos-picos), de uso más marcial, que además sirven de contrapeso para equilibrar mejor el arma. En otros, aprovechan las cualidades del hierro para fabricar hachas de mayor tamaño y peso, a las que les fijan astas largas para usar con ambas manos. La experiencia en tácticas de guerras influye incluso en el desarrollo de versiones "equilibradas" que se pueden "arrojar". Es en definitiva la "Edad de Oro" de las hachas. De todos modos, el elemento distintivo en su desarrollo fue la técnica de forjar durísimos filos acerados, que cambiaron radicalmente las necesidades defensivas de los guerreros.
Los desarrollos más representativos de esta época del "hierro" son:
| Hacha            | Descripción |
| Francisca        | Hacha del pueblo franco, a una mano, ligera y arrojadiza. |
| Doladera         | Hacha típica de las tribus nórdicas y germánicas, ancha, pequeña y secundaria en la panoplia de estos guerreros. |
| Bipenis          | Nombre proveniente del latín para referirse a las hachas de doble hoja, que según la literatura clásica fue un arma típica de las amazonas.                                                                                  |
| Bulkeman         | Hacha germánica, basta y pesada. |
| Danesa / Vikinga | Hacha de asta larga que ganó su reputación por quienes la usaron tan terriblemente, y gracias a su forja con una clase de hierro especial que se dice era de origen meteórico (por confirmar).                               |
| Normanda         | Es el hacha típica representada en el arte altomedieval. Sin petos y de hoja desarrollada y larga asta a una mano. Aunque los normandos fueron vikingos, esta hacha es una versión más corta y similar a las de los francos. |

## Baja Edad Media
En los siglos finales del Medievo, la aparición de armaduras de placas (arnés) provocó la especialización de todas las armas ofensivas o de su uso. En el caso del hacha vemos cómo la tradicional hacha de guerra larga comienza a tener "siempre" un "peto" en el opuesto de la hoja en forma de pico o cuchilla, así como una cuchilla vertical afilada en su tope, convirtiéndose en las llamadas hachas de armas. Esto se debe a que la "penetración" era en esa época un factor determinante a la hora de traspasar -y herir- las armaduras. Por ello, el hacha, que siempre fue un arma de milicias por su facilidad y rapidez de forja, se especializó para los nuevos menesteres.
Aun así, el gran y reconocido poder de tajada de las hachas mantuvo su hoja principal y no cayó en desuso a favor de martillos, mazas y picos, puesto que además de "herir" un arma debía "vencer". Y esto no era otra cosa que conseguir que el armado enemigo -aun sin ser herido de gravedad- acabara "abollado" en su armadura y "doblado" en sus fuerzas ante tan magnos tajos (golpes).
Las variantes de las hachas en esta mépoca son las siguientes:
| Hacha                                 | Descripción |
| Hacha de armas                        | Forma especializada y con "petos" de la tradicional hacha de guerra a una mano. Acabó forjándose de solo una pieza de metal. |
| Pico de cuervo                        | Entre un hacha o pico militar, esta categoría de "armas contundentes" se caracterizó por unir la "masa" de las hachas con la capacidad de perforación de los picos.                                                                                     |
| Hacha de petos                        | (Pollax, Poleaxe, Pollaxe): Hacha larga de armas muy especializada de infantes. |
| Hachas ("Cuchillas") largas enastadas | A partir de esta época, aunque se desarrollaron antes, aparecen versiones más especializadas, y se popularizan aún más armas enastadas con -o sin- "cabezas de armas", con hojas de hacha o de brecha tales como las Guja (Archa)s, las Alabardas, etc. |

En estos siglos, el uso y la forma de las hachas, ya muy especializado, es prominentemente de la infantería, de caballeros, y sobre todo para justas, duelos y batallas en los que la infantería tenía un papel principal.

## El ocaso de las hachas
Es en el fin de esta época, la Edad Media Occidental, cuando las hachas dejan de ser arma popular de infantería en favor de largas armas de asta más defensivas, las cuales compartían unidades con las primeras armas de fuego "individuales", como los cañones, y unipersonales, como los arcabuces y mosquetes.
Aun así, cuerpos especiales de muchos ejércitos como los napoleónicos, aún las vendrían usando como herramienta de talar o deforestar, y como arma secundaria in extremis. En naciones menos desarrolladas militarmente, como las africanas y asiáticas (India, China, Corea, etc.), las hachas continuaron siendo empleadas incluso en el siglo XIX.

### Oriente Medio

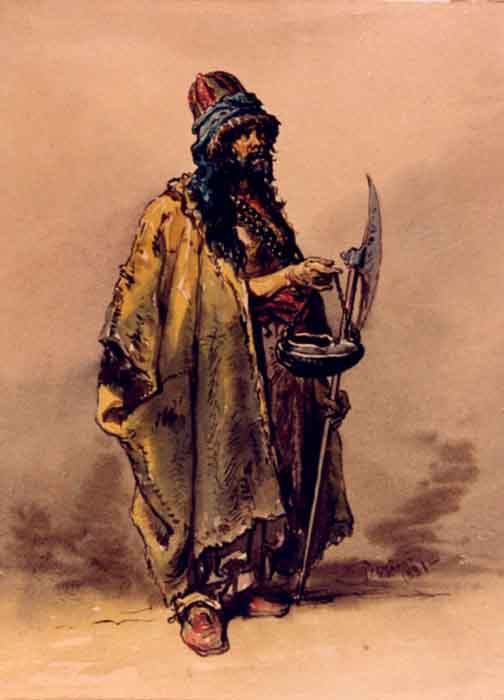
Un derviche con Tabar (hacha)

El tabarzín (en persa: تبرزین‎, lit. "hacha de silla de montar") es el hacha de batalla tradicional de Persia. Lleva una o dos hojas en forma de media luna. La forma larga del tabar medía unos siete pies de largo, mientras que una versión más corta medía unos tres pies de largo. Lo que hizo que el hacha persa fuera única es el mango muy delgado, que es muy ligero y siempre metálico. El tabar se convirtió en una de las principales armas en todo el Oriente Medio, y siempre fue llevado en la cintura de un soldado no solo en Persia sino también en Egipto y el mundo árabe desde la época de las Cruzadas. Los guardaespaldas mamelucos eran conocidos como "tabardiyya" por el arma. El tabarzín a veces es llevado como un arma simbólica por los derviches errantes (adoradores ascéticos musulmanes).

### Asia

#### China

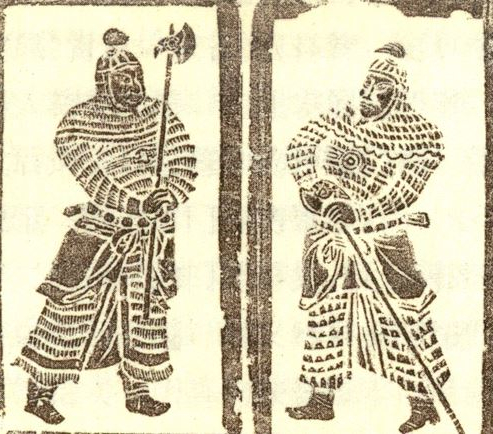
Hombres armados con hachas, dinastía Song

Se pueden encontrar diferentes tipos de hachas de batalla en la antigua China. En la mitología china, Xingtian (刑天), una deidad, usa un hacha de batalla contra otros dioses. El qi (鏚) y el yue (鉞) son hachas pesadas. Eran comunes en la dinastía Zhou, pero cayeron en desgracia entre sus portadores debido a la falta de movilidad. Con el tiempo, se utilizaron solo con fines ceremoniales y se han encontrado tales hachas de batalla hechas de bronce y jade. El hacha daga (ge) es otra forma utilizada en la antigüedad.

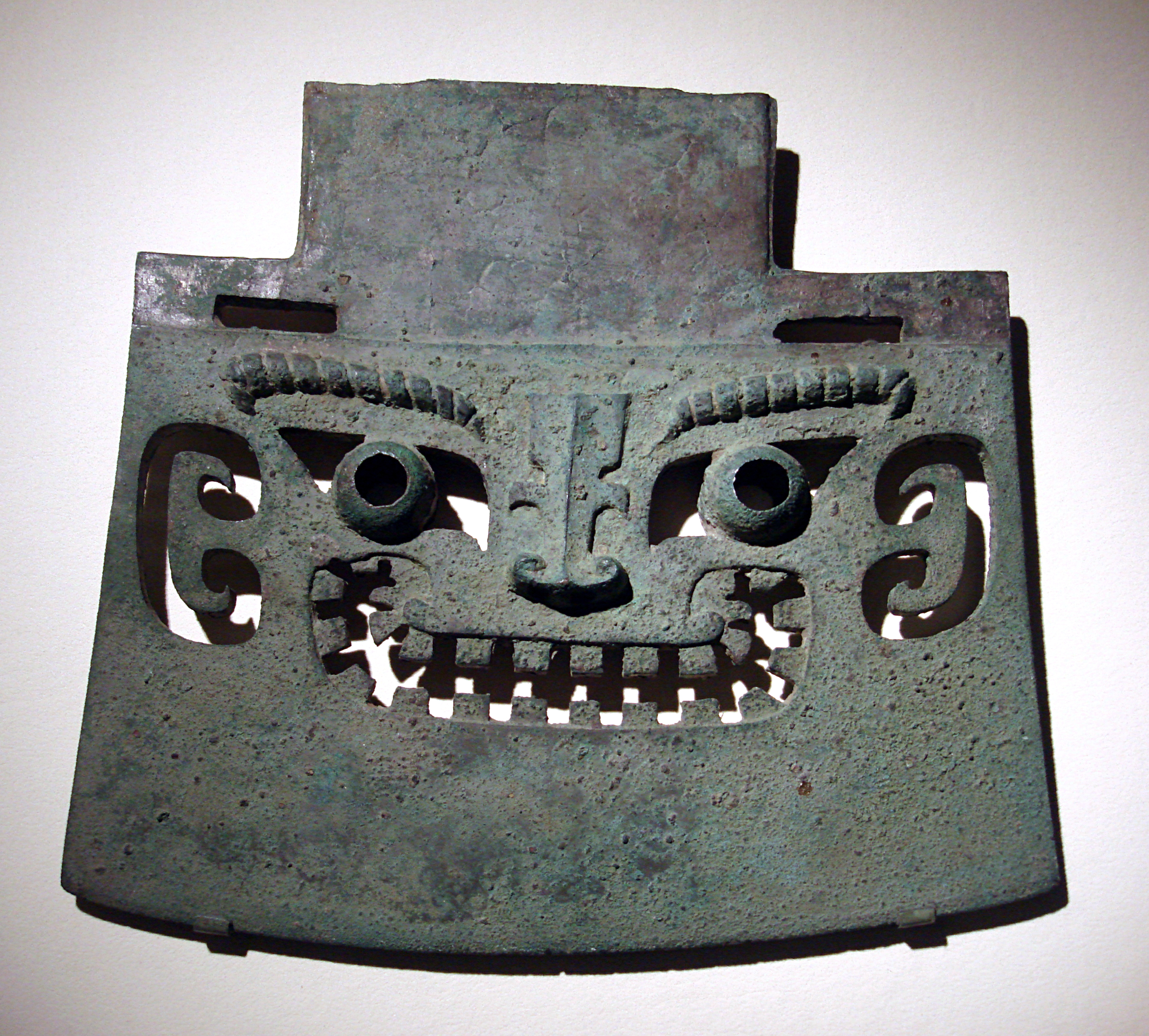
Un Yue ceremonial de la dinastía Shang

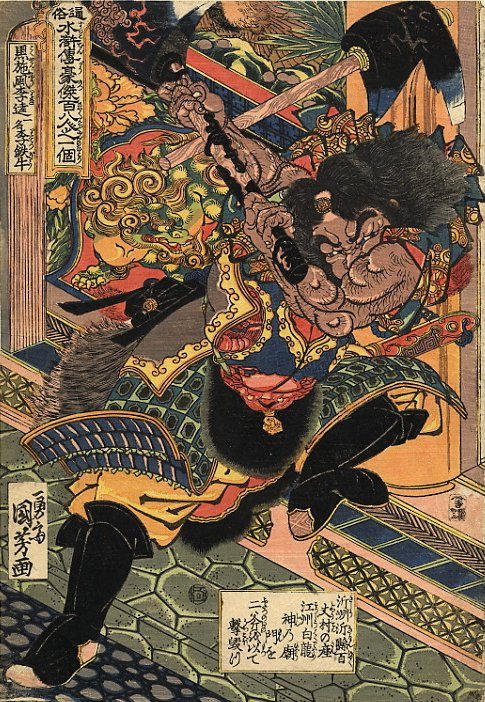
Una interpretación japonesa del forajido que empuña un hacha, Li Kui

Las hachas de batalla chinas se pueden dividir en tres subgrupos: Fu (斧), Yue (钺) y Ge (戈). La distinción entre un Yue y un Fu es que un Yue es, como regla general, más amplio que un Fu. En la dinastía Shang, el Yue también era un símbolo de poder, cuanto más grande era el Yue, mayor era el poder. Hay algunos ejemplos raros de Yue con una hoja redonda y un agujero en el medio. 

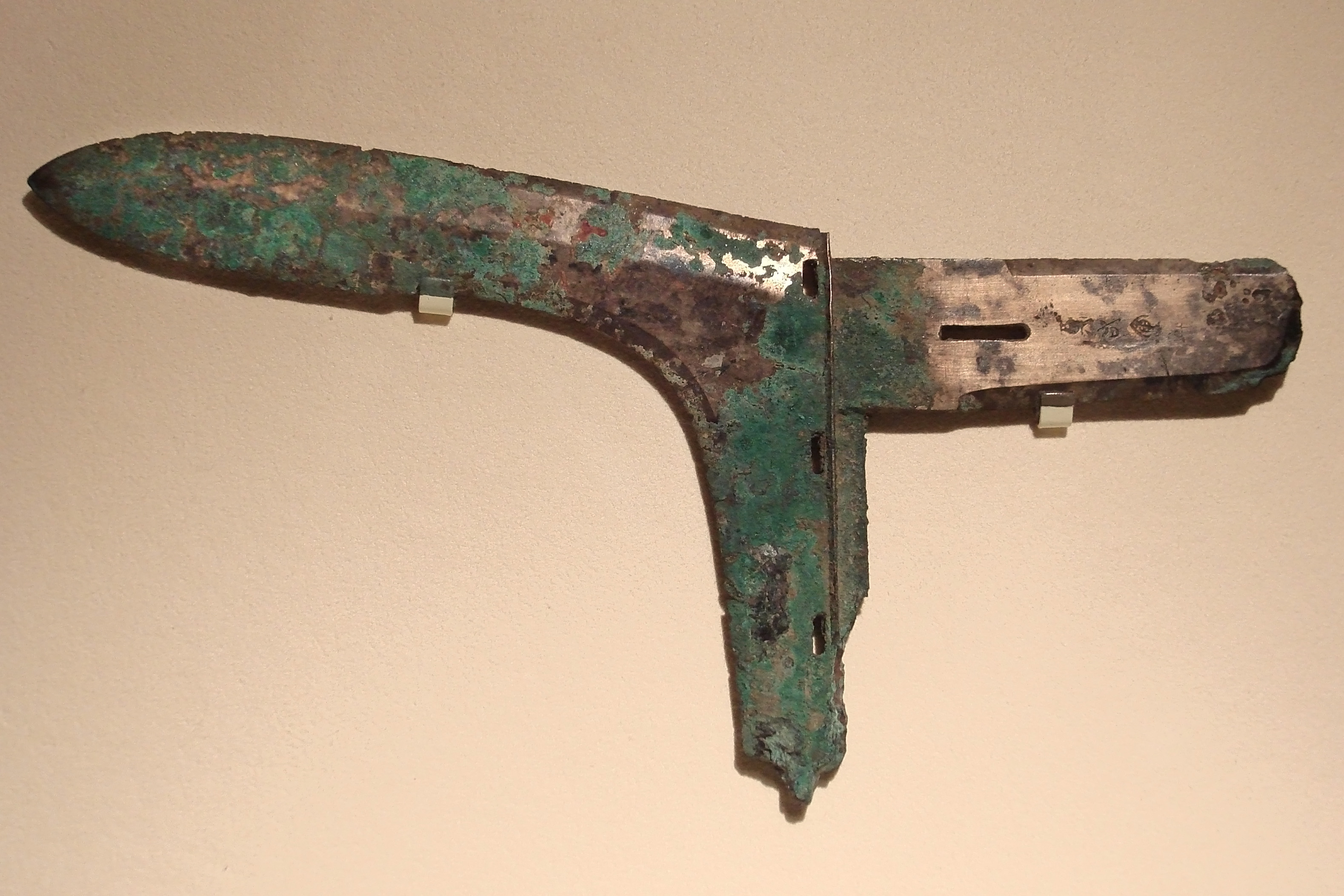
Un Gē

El Fu chino apareció en la Edad de Piedra como una herramienta. En la dinastía Shang (c. 1600–c. 1060 a. C.) el Fu comenzó a fabricarse en bronce y comenzó a usarse como arma. Sin embargo, la prominencia de los Fu disminuyó en el campo de batalla cuando la dinastía Zhou llegó al poder. En la era del período de los Reinos Combatientes, comenzaron a aparecer hachas de hierro. Hasta la Han y la Jin, después de haber perdido su importancia en el campo de batalla, el Fu volvió a aparecer ya que la caballería se usaba más a menudo.
En las dinastías Dinastías Sui y Tang hay evidencia de la subdivisión de los Fu. Durante la dinastía Song se popularizaron las hachas y comenzaron a existir muchos tipos de hachas. Los tipos incluyen hachas de cabeza de fénix (Feng Tou Fu 凤头斧), Hacha invencible (Wu Di Fu 无敌斧), Hacha de montaña abierta (Kai Shan Fu 开山斧), hacha emei (E Mei Fu 峨眉斧) y hachas de cabeza de cincel (Cuo Tou Fu 锉头斧).
Una novela bien conocida de la dinastía Ming (1368–1644) conocida como los Bandidos del pantano (o Margen del agua - Shui Hu Zhuan 水浒传) presenta a un personaje conocido como Li Kui, el Torbellino Negro que empuña dos hachas y lucha desnudo.
En las dinastías Yuan y Ming, las hachas conservaron su uso en el ejército. En la dinastía Qing surgen nuevos tipos de hachas entre el Ejército de los Ocho Estandartes con bordes rectos. El Ejército Estándar Verde entre los Ocho Estandartes usaba hachas dobles que pesaban 0,54 kg cada una, con una longitud de 50 cm.
En el wushu chino moderno y en la ópera china hay muchas representaciones del hacha. Muchas de estas hachas parecen gruesas y pesadas, sin embargo, las cabezas de las hachas son huecas.